# 瓢湖
瓢湖（日语：／ Hyo ko）是日本新潟縣阿賀野市水原地区的一個人造湖，是受到濕地公約保護的濕地之一。共有31科100種鳥類在瓢湖生活，包括大天鵝、小天鵝。

## 歷史

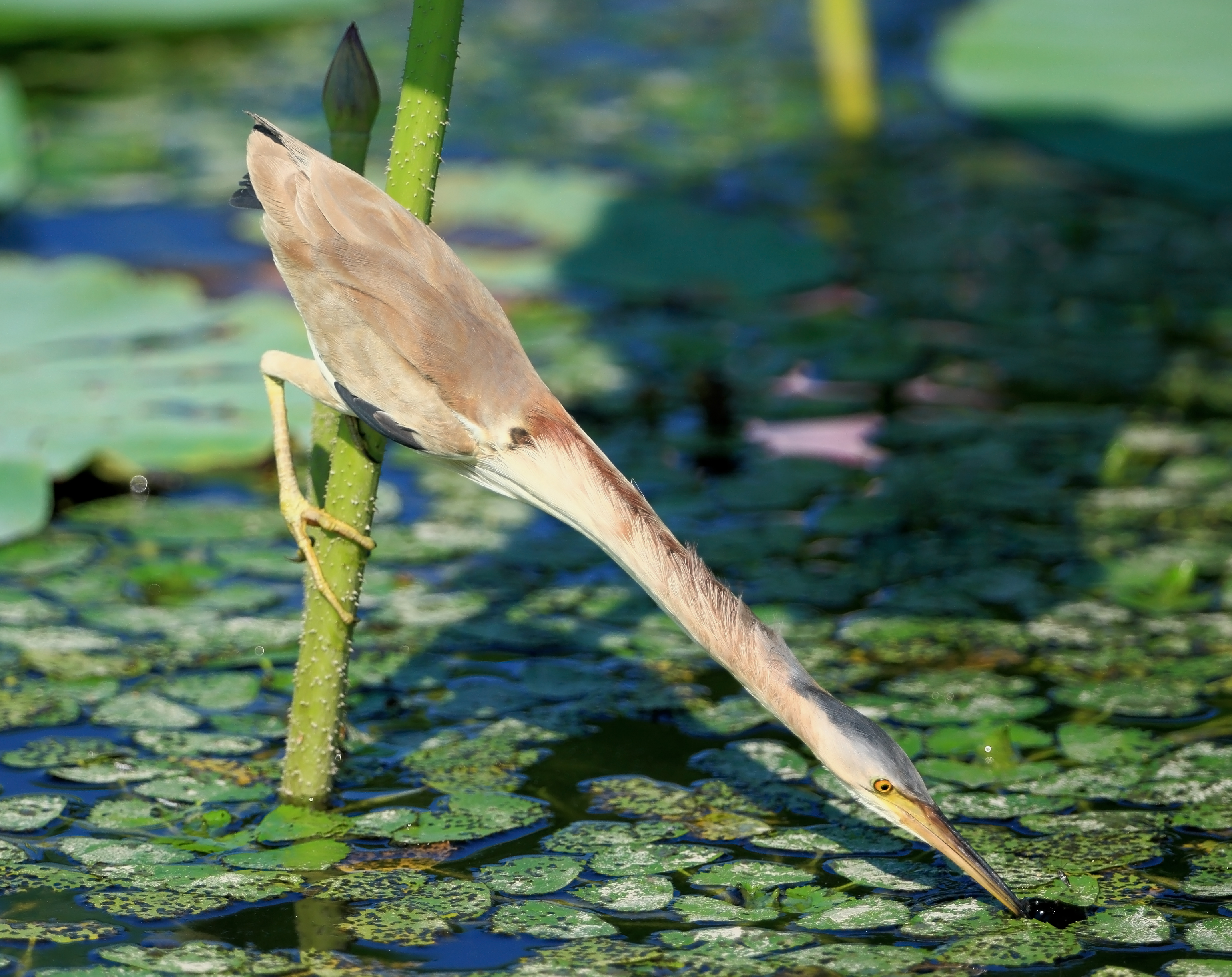
夏天飛來的黃葦鳽

1639年（寛永16年）修建。1954年3月成為日本天然記念物，2005年成立國指定瓢湖鳥獸保護区（面積281公頃），2008年登錄濕地公約。

## 外部連接
- ラムサール条約登録湿地「瓢湖」 （页面存档备份，存于） - 阿賀野市
- 白鳥の飛来情報 （页面存档备份，存于） - 阿賀野市
- 瓢湖 - 阿賀野市観光協会
- 観光ガイドブック - 阿賀野市観光協会
- 瓢湖 白鳥見学完全ガイド （页面存档备份，存于） - 角屋旅館